# ARX
ARX foi um sistema operacional estilo Unix escrito em Modula-2 e desenvolvido pela Acorn Computers Ltd no Reino Unido e no Acorn Research Centre (ARC) em Palo Alto, para seus novos microprocessadores RISC ARM. Para este projeto, a Acorn desenvolveu seu próprio compilador Modula-2, o Acorn Extended Modula-2 (AEM2), mas ele nunca foi liberado externamente.
O ARX era um sistema operacional preemptivo, multitarefa, multithread e multiusuário. Boa parte do SO executava em modo usuário e como resultado, sofria de problemas de performance devido às mudanças para o modo núcleo, a fim de realizar mutexes, o que levou à introdução da instrução SWP no conjunto de instruções da versão ARM3 do processador ARM. Isto sugere que o ARX possuía um design tipo micronúcleo.
O ARX não ficou pronto a tempo de ser embarcado com a série de micros Archimedes, cuja comercialização começou em 1987 tendo o Arthur como sistema operacional. Derivado do antigo SO MOS da série de micros de 8 bits BBC Micro, o Arthur foi logo superado pelo RISC OS.

## Outras informações
- O Acorn Research Centre foi posteriormente vendido para a Olivetti.
- Uma versão do Unix 4.3BSD, denominada RISC iX, nada tem a ver com o ARX.